# Maria Antonietta di Borbone-Due Sicilie
Maria Antonietta delle Due Sicilie (nome completo Maria Antonietta Giuseppina Leopoldina di Borbone-Due Sicilie; Napoli, 16 marzo 1851 – Friburgo in Brisgovia, 12 settembre 1938) nata principessa delle Due Sicilie, divenne moglie di Alfonso, conte di Caserta.

## Biografia

### Infanzia
Suo padre era il principe Francesco di Borbone-Due Sicilie (1827-1892), conte di Trapani, figlio minore del re Francesco I delle Due Sicilie e della regina Maria Isabella, nata infanta di Spagna; sua madre era Maria Isabella d'Asburgo-Toscana, principessa di Toscana e arciduchessa d'Austria, figlia del granduca Leopoldo II di Toscana e della sua seconda moglie la granduchessa Maria Antonietta di Borbone, nata principessa delle Due Sicilie.

### Esilio
Nel 1861 tutta la famiglia di Maria Antonietta fu costretta all'esilio nella città di Roma, in seguito all'occupazione del Regno da parte delle truppe garibaldine.

### Matrimonio
L'8 giugno del 1868, Maria Antonietta sposò il principe Alfonso di Borbone-Due Sicilie (1841-1934), suo cugino, figlio del re Ferdinando II di Borbone e della sua seconda moglie Maria Teresa d'Asburgo-Teschen.

### Morte
Maria Antonietta morì il 12 settembre 1938 a Friburgo in Brisgovia.

## Discendenza
Dal matrimonio tra la principessa Maria Antonietta e Alfonso di Borbone-Due Sicilie nacquero dodici figli:
- Ferdinando Pio, duca di Calabria, (1869-1960); sposò la principessa Maria Ludovica Teresa di Baviera, figlia del re Luigi III di Baviera;
- Carlo Tancredi (1870-1949), sposò in prime nozze la principessa Maria de las Mercedes di Borbone-Spagna, figlia di Alfonso XII di Spagna e rimasto vedovo si risposò con la principessa Luisa d'Orléans figlia di Filippo d'Orléans, Conte di Parigi
- Francesco di Paola (1873-1876).
- Maria Immacolata, (1874-1947); sposò il principe Giovanni Giorgio di Sassonia, figlio di re Giorgio di Sassonia e di Maria Anna Ferdinanda di Braganza, figlia di Maria II di Portogallo.
- Maria Cristina (1877-1947); sposò l'arciduca Pietro Ferdinando d'Asburgo-Toscana, figlio minore di Ferdinando IV di Toscana.
- Maria di Grazia (1878-1973). Sposò il principe Luigi d'Orléans-Braganza (1878-1920).
- Gennaro (1882-1944). Sposò Beatrice Bordessa, creata dal suocero contessa di Villa Colli.
- Ranieri, duca di Castro, (1883-1973); Sposò sua cugina Maria Carolina Zamoyska (una figlia del conte Andrea Zamoyski).
- Filippo (1885-1949). Sposò nel 1916 la principessa Maria Luisa d'Orléans, figlia del Duca di Vendôme e di Enrichetta del Belgio; dopo il divorzio sposò nel 1927 Odette Labori (1902-1968).
- Francesco d'Assisi (1888-1914).
- Gabriele (1897-1975). Sposò Malgorzata Czartoryska, figlia del principe Adam Ludwik Czartoryski, e poi Cecylia Lubomirska, figlia del principe Casimiro Lubomirski, con cui ebbe cinque figli.
- Maria Giuseppina (1898-1988).

## Ascendenza
|                                         |                           |                                      | Genitori                            |  |  | Nonni |  |  | Bisnonni                       |  |  | Trisnonni           |  |
|                                         |                           |                                      |                                     |  |  |       |  |  | Ferdinando I delle Due Sicilie |  |  | Carlo III di Spagna |  |
|                                         |                           |                                      |                                     |  |  |       |  |  | Ferdinando I delle Due Sicilie |  |  | Carlo III di Spagna |  |
|                                         |                           | Maria Amalia di Sassonia             |                                     |  |  |       |  |  | Ferdinando I delle Due Sicilie |  |  |                     |  |
| Francesco I delle Due Sicilie           |                           |                                      |                                     |  |  |       |  |  | Ferdinando I delle Due Sicilie |  |  |                     |  |
|                                         |                           | Maria Carolina d'Asburgo-Lorena      | Francesco I di Lorena               |  |  |       |  |  |                                |  |  |                     |  |
|                                         |                           | Maria Carolina d'Asburgo-Lorena      | Francesco I di Lorena               |  |  |       |  |  |                                |  |  |                     |  |
|                                         |                           | Maria Carolina d'Asburgo-Lorena      | Maria Teresa d'Austria              |  |  |       |  |  |                                |  |  |                     |  |
| Francesco di Borbone-Due Sicilie        |                           | Maria Carolina d'Asburgo-Lorena      |                                     |  |  |       |  |  |                                |  |  |                     |  |
|                                         |                           | Carlo IV di Spagna                   | Carlo III di Spagna                 |  |  |       |  |  |                                |  |  |                     |  |
|                                         |                           | Carlo IV di Spagna                   | Carlo III di Spagna                 |  |  |       |  |  |                                |  |  |                     |  |
|                                         |                           | Carlo IV di Spagna                   | Maria Amalia di Sassonia            |  |  |       |  |  |                                |  |  |                     |  |
| Maria Isabella di Borbone-Spagna        |                           | Carlo IV di Spagna                   |                                     |  |  |       |  |  |                                |  |  |                     |  |
|                                         |                           | Maria Luisa di Borbone-Parma         | Filippo I di Parma                  |  |  |       |  |  |                                |  |  |                     |  |
|                                         |                           | Maria Luisa di Borbone-Parma         | Filippo I di Parma                  |  |  |       |  |  |                                |  |  |                     |  |
|                                         |                           | Maria Luisa di Borbone-Parma         | Luisa Elisabetta di Borbone-Francia |  |  |       |  |  |                                |  |  |                     |  |
| Maria Antonietta                        |                           | Maria Luisa di Borbone-Parma         |                                     |  |  |       |  |  |                                |  |  |                     |  |
|                                         | Ferdinando III di Toscana | Leopoldo II d'Asburgo-Lorena         |                                     |  |  |       |  |  |                                |  |  |                     |  |
|                                         | Ferdinando III di Toscana | Leopoldo II d'Asburgo-Lorena         |                                     |  |  |       |  |  |                                |  |  |                     |  |
|                                         | Ferdinando III di Toscana | Maria Luisa di Borbone-Napoli        |                                     |  |  |       |  |  |                                |  |  |                     |  |
| Leopoldo II di Toscana                  | Ferdinando III di Toscana |                                      |                                     |  |  |       |  |  |                                |  |  |                     |  |
|                                         |                           | Luisa Maria Amalia di Borbone-Napoli | Ferdinando I delle Due Sicilie      |  |  |       |  |  |                                |  |  |                     |  |
|                                         |                           | Luisa Maria Amalia di Borbone-Napoli | Ferdinando I delle Due Sicilie      |  |  |       |  |  |                                |  |  |                     |  |
|                                         |                           | Luisa Maria Amalia di Borbone-Napoli | Maria Carolina d'Asburgo-Lorena     |  |  |       |  |  |                                |  |  |                     |  |
| Maria Isabella d'Asburgo-Lorena         |                           | Luisa Maria Amalia di Borbone-Napoli |                                     |  |  |       |  |  |                                |  |  |                     |  |
|                                         |                           | Francesco I delle Due Sicilie        | Ferdinando I delle Due Sicilie      |  |  |       |  |  |                                |  |  |                     |  |
|                                         |                           | Francesco I delle Due Sicilie        | Ferdinando I delle Due Sicilie      |  |  |       |  |  |                                |  |  |                     |  |
|                                         |                           | Francesco I delle Due Sicilie        | Maria Carolina d'Asburgo-Lorena     |  |  |       |  |  |                                |  |  |                     |  |
| Maria Antonietta di Borbone-Due Sicilie |                           | Francesco I delle Due Sicilie        |                                     |  |  |       |  |  |                                |  |  |                     |  |
|                                         |                           | Maria Isabella di Borbone-Spagna     | Carlo IV di Spagna                  |  |  |       |  |  |                                |  |  |                     |  |
|                                         |                           | Maria Isabella di Borbone-Spagna     | Carlo IV di Spagna                  |  |  |       |  |  |                                |  |  |                     |  |
|                                         |                           | Maria Isabella di Borbone-Spagna     | Maria Luisa di Borbone-Parma        |  |  |       |  |  |                                |  |  |                     |  |
|                                         |                           | Maria Isabella di Borbone-Spagna     |                                     |  |  |       |  |  |                                |  |  |                     |  |